# Fuentes (kommunhuvudort)
Fuentes är en kommunhuvudort i Spanien.   Den ligger i provinsen Provincia de Cuenca och regionen Kastilien-La Mancha, i den centrala delen av landet, 150 km öster om huvudstaden Madrid. Fuentes ligger 1 053 meter över havet och antalet invånare är 503.
Terrängen runt Fuentes är platt åt sydost, men åt nordväst är den kuperad. Runt Fuentes är det mycket glesbefolkat, med 3 invånare per kvadratkilometer. Närmaste större samhälle är Cuenca, 14,9 km nordväst om Fuentes. 